# Dendrolagus dorianus
Dendrolagus dorianus é uma espécie de marsupial da família Macropodidae. Endêmica da Nova Guiné.